# Bò Limousin

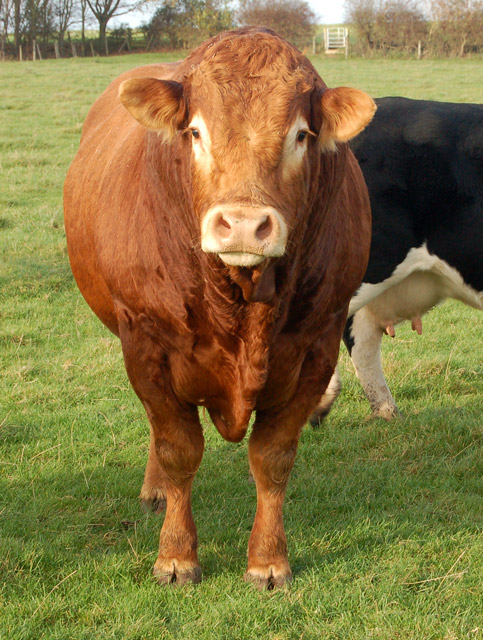
Một con bò giống Limousin

Bò Limousin là một giống bò thịt có nguồn gốc từ vùng Nouvelle-Aquitaine và Marche, miền Nam trung tâm nước Pháp. Đây là giống bò chuyên thịt rất nổi tiếng, thịt có chất lượng cao. Hiện nay giống bò này và sản phẩm thịt của nó đã có mặt ở hơn 70 quốc gia trên thế giới. Nguồn gốc của loài bò này hiện đang gây tranh cãi, theo các tranh vẽ của người cổ trên các hang động thì giống bò này thuộc nước Pháp ngày nay, nhưng một số kết quả phân tích DNA khác thì lại theo hướng đây là giống bò có nguồn gốc từ vùng Trung Cận Đông.

## Đặc điểm

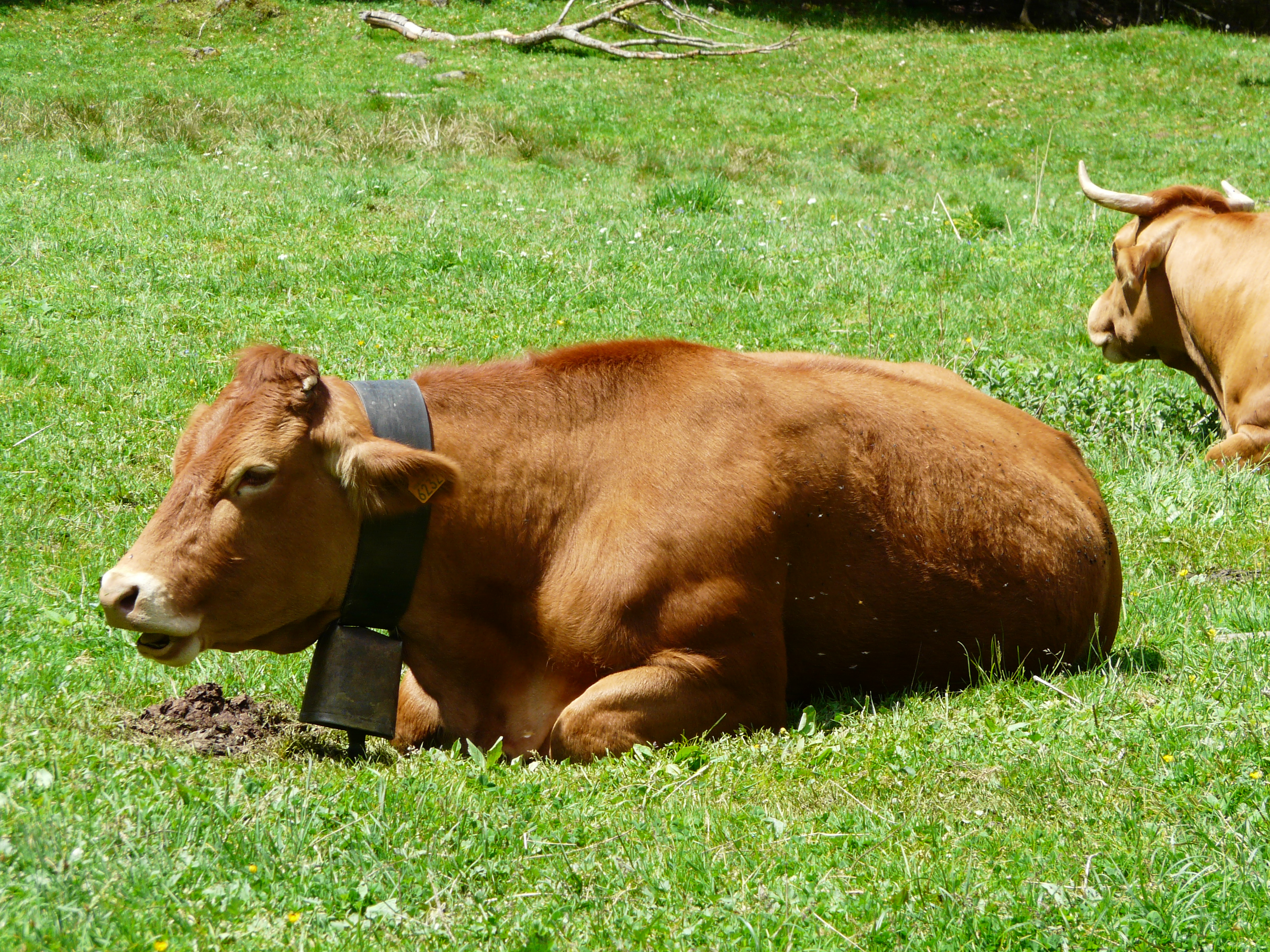
Bò lai

Giống bò này có sắc lông màu đỏ và không có đốm. Niêm mạc mũi cũng màu đỏ hoặc màu hồng nhạt (tùy cá thể). Sừng và móng chân màu trắng, trắng xám, tầm vóc của bò lớn, thân hình dài, lưng thẳng, đầu ngắn, trán rộng. Khối lượng bò cái bình quân 540– 600 kg, bò đực bình quân 800– 900 kg. Nuôi thịt lúc 12 tháng tuổi bê đực đạt 450– 460 kg, bê cái 380 –400 kg. Tỷ lệ thịt xẻ bình quân 70%.
Bò thích hợp với vùng khí hậu ôn đới. Theo một thống kê, vào năm 2004, ở Pháp có khoảng 900 ngàn bò cái sinh sản giống Limousin (ước tổng đàn trên 2 triệu con). Tinh bò Limousin được xuất đi nhiều nước trên thế giới để lai giống. Bò cái Limousin Bê lai giữa tinh bò Limousin với bò cái lai Sind có trọng lượng sơ sinh khoảng 20 kg, nuôi chăn thả như bò lai Sind trọng lượng lúc 12 tháng tuổi đạt 126 –139 kg và 24 tháng tuổi đạt 211– 265 kg.